# Humphrey Searle
Humphrey Searle, född 26 augusti 1915 i Oxford, död 12 maj 1982, var en brittisk tonsättare och musikolog.

## Biografi
Searle studerade vid Royal College of Music i London för John Ireland och i Wien för Anton Webern.
Han var bl. a. knuten till BBC och Stadler's Wells i London och verkade också i Västtyskland och USA. Han gav ut arbeten om bl. a. Liszt och Schönberg.
Som tonsättare byggde Searle på tolvtonsprincipen och har bl. a. skrivit tre operor (bland annat The Diary of a Madman), tre baletter, fem symfonier och två pianokonserter.